# Lista över ledamöter av Sveriges ståndsriksdag 1680
Ledamöter av Sveriges ståndsriksdag 1680.

## Borgarståndet
| Riksdagsledamot                         | Yrke             | Valkrets           | Anmärkningar                                                                      |
| --------------------------------------- | ---------------- | ------------------ | --------------------------------------------------------------------------------- |
| Olof Thegner                            | Borgmästare      | Stockholms stad    |                                                                                   |
| Daniel Caméen                           | Rådman           | Stockholms stad    |                                                                                   |
| Mårten Bunge                            | Rådman           | Stockholms stad    |                                                                                   |
| Michael Törne                           | Rådman           | Stockholms stad    |                                                                                   |
| Olof Törne                              | Handelsman       | Stockholms stad    |                                                                                   |
| Hans Melcher Drenkner                   | Handelsman       | Stockholms stad    |                                                                                   |
| Jakob Berg                              | Borgmästare      | Uppsala stad       |                                                                                   |
| Peter Danckwardt                        | Borgmästare      | Norrköpings stad   |                                                                                   |
| Nils Månsson (Bröms)                    | Borgare          | Norrköpings stad   |                                                                                   |
| Laurentius Böker                        | Stadssekreterare | Göteborgs stad     |                                                                                   |
| Olof Simonsson                          | Borgaren         | Göteborgs stad     |                                                                                   |
|                                         |                  | Landskrona stad    |                                                                                   |
|                                         |                  | Malmö stad         |                                                                                   |
| Lars Rosenlund                          | Rådman           | Kalmar stad        |                                                                                   |
| Gert Salho                              | Borgare          | Kalmar stad        |                                                                                   |
| Johan Scheffer                          | Borgmästare      | Åbo stad           |                                                                                   |
| Johan Rank                              | Borgare          | Åbo stad           |                                                                                   |
| Hans Schmitt                            | Borgmästare      | Viborg             |                                                                                   |
| Antoni Priem                            | Borgare          | Viborg             |                                                                                   |
| Jonas Hultéen                           | Borgmästare      | Nyköpings stad     |                                                                                   |
| Lorentz (Olsson) Hierpe                 | Borgare          | Nyköpings stad     |                                                                                   |
| Didrich Bauman                          | Borgmästare      | Västerviks stad    |                                                                                   |
| Daniel Christiernin                     | Borgmästare      | Gävle stad         |                                                                                   |
| Petter Stark                            | Borgmästare      | Visby stad         |                                                                                   |
| Staffan Klockman                        | Borgare          | Visby stad         |                                                                                   |
| Hindrich Kohle (Kock)                   | Borgmästare      | Falu stad          |                                                                                   |
| Zachris Uneson                          |                  | Falu stad          |                                                                                   |
| Anders Ekebom                           | Borgmästare      | Halmstads stad     |                                                                                   |
|                                         |                  | Kristianstads stad |                                                                                   |
|                                         |                  | Helsingborgs stad  |                                                                                   |
|                                         |                  | Karlshamns stad    |                                                                                   |
|                                         |                  | Ronneby stad       |                                                                                   |
|                                         |                  | Ystads stad        |                                                                                   |
| Anders Gytterbock                       | Borgmästare      | Marstrands stad    |                                                                                   |
| Anders Andersson                        | Borgare          | Marstrands stad    |                                                                                   |
| Johan Månsson Bostel                    | Notarie          | Varbergs stad      |                                                                                   |
| Erich Forsing                           | Sekreterare      | Helsingfors        |                                                                                   |
| Samuel Forsman                          | Borgare          | Helsingfors        |                                                                                   |
| Adolf Wellam                            | Borgmästare      | Västerås stad      |                                                                                   |
| Arvid Jönsson (Jernstedt)               | Rådman           | Västerås stad      |                                                                                   |
| Petter Wreman                           | Borgmästare      | Arboga stad        |                                                                                   |
| Lars Silman                             | Borgare          | Arboga stad        |                                                                                   |
| Tomas Clerck                            | Borgmästare      | Örebro stad        |                                                                                   |
| Petter Burkman                          | Borgare          | Örebro stad        |                                                                                   |
| Sven Persson                            | Borgare          | Jönköpings stad    |                                                                                   |
| Johannes Mogatæus                       | Borgmästare      | Linköpings stad    |                                                                                   |
| Carl Hisin                              | Borgmästare      | Köpings stad       |                                                                                   |
| Jacob Gerner                            | Rådman           | Strängnäs stad     |                                                                                   |
| Bryngel Persson                         | Rådman           | Skara stad         |                                                                                   |
| Nils Torsson                            | Rådman           | Växjö stad         |                                                                                   |
|                                         |                  | Lunds stad         |                                                                                   |
| Erasmus Rizander                        | Borgmästare      | Söderköpings stad  |                                                                                   |
| Olof Pärsson Ström                      | Borgmästare      | Hudiksvalls stad   |                                                                                   |
| Jonas Björkman                          | Borgmästare      | Mariestads stad    |                                                                                   |
| Erich Lindh                             | Rådman           | Karlstads stad     |                                                                                   |
| Erich Lundh                             | Borgmästare      | Härnösands stad    |                                                                                   |
| Hindrich Forbus                         | Borgmästare      | Uleåborg           |                                                                                   |
| Hieronimus Erichsson                    | Rådman           | Torshälla stad     |                                                                                   |
| Olof Bengtsson                          | Rådman           | Eskilstuna stad    |                                                                                   |
| Nils Jacobsson                          | Borgmästare      | Borås stad         |                                                                                   |
| Per Olofsson                            | Rådman           | Borås stad         |                                                                                   |
| Wellam Lind                             | Borgmästare      | Vänersborgs stad   |                                                                                   |
| Jonas Plank                             | Borgmästare      | Enköpings stad     |                                                                                   |
| Lars Nilsson                            | Borgare          | Enköpings stad     |                                                                                   |
| Peder Hansson Senius                    | Borgmästare      | Sala stad          |                                                                                   |
| Petter Josepsson                        | Rådman           | Sala stad          |                                                                                   |
| Johan Simonsson                         | Borgmästare      | Sigtuna stad       |                                                                                   |
| Olof Häger                              | Borgmästare      | Vadstena stad      |                                                                                   |
| Jonas Wahlberg                          | Borgmästare      | Skänninge stad     |                                                                                   |
| Johan Bergman                           | Borgare          | Vasa stad          |                                                                                   |
| Anders Persson Hindsing                 | Rådman           | Lidköpings stad    |                                                                                   |
| Måns Ersson Brask                       | Borgare          | Öregrunds stad     |                                                                                   |
| Hans Lefler                             | Borgare          | Södertälje stad    |                                                                                   |
| Jöns Olofsson Balk                      | Borgmästare      | Norrtälje stad     |                                                                                   |
| Anders Persson (Böökbrom)               | Rådman           | Hedemora stad      |                                                                                   |
| Anders Steen                            | Borgmästare      | Lindesbergs stad   |                                                                                   |
| Johan Hansson                           | Borgmästare      | Nora stad          |                                                                                   |
|                                         |                  | Kristianopel       |                                                                                   |
| Jakob Limnel                            | Stadsnotarie     | Eksjö stad         |                                                                                   |
| Anders Linborg                          | Borgare          | Uddevalla stad     |                                                                                   |
| Olof Reef                               | Rådman           | Askersunds stad    |                                                                                   |
| Anders Larsson                          | Borgmästare      | Bogesunds stad     |                                                                                   |
| Nils Marutizsson                        | Borgmästare      | Hjo stad           |                                                                                   |
| Anders Andersson                        | Rådman           | Skövde stad        | Rådman i Skövde och representerade även Falköpings stad.                          |
| Petter Mild                             | Rådman           | Björneborg         |                                                                                   |
| Isak Jönsson                            | Rådman           | Raumo              |                                                                                   |
| Nils Jacobsson (Ruut)                   | Borgmästare      | Torneå             | Borgmästare i Luleå och representerade även Umeå stad, Piteå stad och Luleå stad. |
| Anders Larsson                          | Rådman           | Kristinehamns stad |                                                                                   |
| Per Ersson Mollin                       | Borgare          | Sundsvalls stad    |                                                                                   |
| Magnus Blix                             | Borgmästare      | Söderhamns stad    |                                                                                   |
| Johan Plagman                           | Borgmästare      | Borgå              |                                                                                   |
| Jacob Bokmöller                         | Rådman           | Nykarleby          |                                                                                   |
| Anders Mathiesson                       | Borgmästare      | Gamlakarleby       |                                                                                   |
| Nils Jacobsson (Ruut)                   | Borgmästare      | Umeå stad          | Borgmästare i Luleå och representerade även Torneå, Piteå stad och Luleå stad.    |
| Nils Jacobsson (Ruut)                   | Borgmästare      | Piteå stad         | Borgmästare i Luleå och representerade även Umeå stad, Torneå och Luleå stad.     |
| Nils Jacobsson (Ruut)                   | Borgmästare      | Luleå stad         | Borgmästare i Luleå och representerade även Umeå stad, Piteå stad och Torneå.     |
|                                         |                  | Mariefreds stad    |                                                                                   |
| Zacharias Boelius                       | Borgmästare      | Nystad             |                                                                                   |
| Anders Rukman                           | Borgare          | Nystad             |                                                                                   |
| Bertil Wulf                             | Rådman           | Ekenäs             |                                                                                   |
| Jon Jonsson                             | Borgmästare      | Filipstads stad    |                                                                                   |
| Anders Andersson                        | Rådman           | Falköpings stad    | Rådman i Skövde och representerade även Skövde stad.                              |
| Per Andersson                           | Rådman           | Alingsås stad      |                                                                                   |
| Nils Colin                              | Borgmästare      | Vimmerby stad      |                                                                                   |
| Anders Öfversten                        | Stadsnotarie     | Kungälvs stad      |                                                                                   |
|                                         |                  | Sölvesborgs stad   |                                                                                   |
|                                         |                  | Laholms stad       |                                                                                   |
| Erich Danielsson                        | Borgmästare      | Trosa stad         |                                                                                   |
| Johan Philipsson Trapitelen (Drabitius) | Borgmästare      | Östhammars stad    |                                                                                   |
| Christian Grund                         | Borgare          | Åmåls stad         |                                                                                   |
| Adam Groot                              | Borgmästare      | Säters stad        |                                                                                   |
| Johan Hansson                           | Borgmästare      | Kristianstads stad |                                                                                   |
| Gabriel Jöransson                       | Borgare          | Nådendal           |                                                                                   |
|                                         |                  | Trelleborgs stad   |                                                                                   |
|                                         |                  | Skanör             |                                                                                   |
| Per Larsson Alm                         | Borgmästare      | Jakobstad          |                                                                                   |
| Per Svensson                            | Borgmästare      | Veckelax           |                                                                                   |
| Michel Karl (Kåulia)                    | Borgare          | Villmanstrand      |                                                                                   |
| Per Andersson                           | Borgare          | Falkenbergs stad   |                                                                                   |
|                                         |                  | Kungsbacka         |                                                                                   |
|                                         |                  | Simrishamns stad   |                                                                                   |
| Johan Andersson                         | Borgmästare      | Tavastehus         |                                                                                   |
| Siwar Larsson Röös                      |                  | Nyslott            |                                                                                   |
| Sven Brunell                            | Rådman           | Brahestad          |                                                                                   |
|                                         |                  | Strömstads stad    |                                                                                   |